# Spisy Josefa Škvoreckého
Spisy Josefa Škvoreckého je ediční řada knih s dílem Josefa Škvoreckého.
První svazek vyšel v roce 1991 v Odeonu. Od druhého svazku knihy vydával Ivo Železný. V letech 2006–2007 edici vydávala Literární akademie (Soukromá vysoká škola Josefa Škvoreckého) v Praze a v nové grafické úpravě vydala svazky 26–31. Od roku 2008 edici vydává Books and Cards. Původní plánovaný rozsah byl 20 svazků, nyní už se edice blíží k dvojnásobku.
Vydávání řídí redakční rada ve složení Vladimír Justl, Václav Krištof, Michal Přibáň a Michael Špirit.

## Seznam svazků
1. Prima sezóna, Zbabělci a Konec nylonového věku (1991)
2. Příběhy o Líze a mladém Wertherovi a jiné povídky (1994)
3. Nové canterburské povídky a jiné příběhy (1996)
4. Neuilly a jiné příběhy (1996)
5. Lvíče (1996)
6. Dvě vraždy v mém dvojím životě
7. Příběh neúspěšného tenorsaxofonisty a jiné eseje (1997)
8. Mirákl (1997)
9. Nápady čtenáře detektivek a jiné eseje (1998)
10. Tankový prapor
11. Nevysvětlitelný příběh aneb Vyprávění Questa Firma Sicula
12. ...na tuhle bolest nejsou prášky (1999)
13. Krátké setkání, s vraždou (se Zdenou Salivarovou) (1999)
14. Podivný pán z Providence a jiné eseje (2000)
15. Příběh inženýra lidských duší 1
16. Příběh inženýra lidských duší 2
17. Setkání po letech, s vraždou (se Zdenou Salivarovou)
18. Velká povídka o Americe a malá o Kanadě (2001)

- Setkání v Bílé dámě, s vraždou. Detektivní encore (se Zdenou Salivarovou) (2003)
- Mezi dvěma světy a jiné eseje (2004)
- Ráda zpívám z not a jiné eseje (2004)
- Setkání v Praze, s vraždou (se Zdenou Salivarovou) (2004)
- Obyčejné životy (2004)
- Ze života české společnosti (2004)

1. Setkání v Torontu, s vraždou (2006)
2. Nataša, pícníci a jiné eseje (2006)
3. Zločin v šantánu a jiné filmové povídky a scénáře (2007)
4. Smutek poručíka Borůvky (2007)
5. Timeo Danaos a jiné eseje (2007)
6. Psaní, jazz a bláto v pásech. Dopisy Josefa Škvoreckého a Lubomíra Dorůžky z doby kultů (1950–1960) (2007)
7. Hříchy pro pátera Knoxe (2008)
8. Pekařův kluk a jiné hry a scénáře z exilu (2008)
9. svazek 1: Zbabělci; svazek 2: komentář k románu od Michaela Špirita (2009)
10. Konec poručíka Borůvky (2010)